# La Classe de danse (Degas, Paris)
La Classe de danse est un tableau réalisé en 1874 par le peintre français Edgar Degas. De dimensions 85 × 75 cm, il est détenu par le musée d'Orsay à Paris depuis 1911. La période et la technique utilisée en font un tableau impressionniste.

## Histoire du tableau
Degas fréquentait avec assiduité l'Opéra de Paris, en tant que spectateur, mais aussi les coulisses, le foyer de la danse, où il était introduit par un ami musicien de l'orchestre. Il s'agit encore à l'époque du bâtiment de la rue Le Peletier, et pas encore de l'Opéra conçu par Charles Garnier qui le remplacera ensuite. Bien moins intéressé que ses amis impressionnistes par la peinture à l'extérieur, Edgar Degas a travaillé et retravaillé sur ce thème de l'apprentissage de la danse, recherchant les compositions les plus appropriées. Dans ce tableau en particulier, le cadrage est novateur, avec ce grand mur oblique. La scène peinte est baignée d'une lumière pâle, soulignant davantage les détails narratifs, tels que l'arrosoir pour mouiller le plancher, qu'il soit moins glissant, ou encore le petit chien, ou la  danseuse qui se gratte le dos.
À partir du début des années 1870 et jusqu'à sa mort, les ballerines à l'exercice, aux répétitions ou au repos deviennent le sujet de prédilection de Degas, inlassablement repris avec de nombreuses variantes dans les postures et les gestes. Davantage que les planches et les feux de la rampe, c'est le travail préparatoire qui l'intéresse : l'entraînement. Il expliquait aussi : « On m'appelle le peintre des danseuses, mais on ne comprend pas que la danseuse a été pour moi un prétexte à peindre de jolies étoffres et à rendre des mouvements ». 
Dans ce tableau, la leçon s'achève : les élèves sont épuisées, elles s'étirent, se contorsionnent, rajustent leur coiffure ou leur toilette, une boucle d'oreille, un ruban, peu attentives au professeur, qui est peut-être un portrait de Jules Perrot, authentique maître de ballet et ami du peintre.